# Lorenzo Milani
Lorenzo Milani (Livorno, 22 mei 2001) is een Italiaans voetballer die doorgaans als verdediger speelt. Hij verruilde in 2024 Pescara voor Heracles Almelo.

## Clubcarrière
Milani doorliep de jeugdopleiding van Empoli FC. Tijdens die opleiding werd hij uitgeleend aan US Grosseto, dat uitkwam in de Serie D. Hij speelde hier één seizoen, en kwam 26 keer uit voor de club. Medio 2020 werd hij overgenomen door US Pontedera, dat uitkwam in de Serie C. Hier verbleef hij twee seizoenen. Vervolgens stapte hij over naar Pescara, ook in de Serie C, waar hij ook twee seizoenen verbleef.
Medio 2024 werd hij overgenomen door Heracles Almelo, dat uitkwam in de Eredivisie. Hij debuteerde in de eerste speelronde van het seizoen tegen Sparta Rotterdam (0-0). Hij begon in de basis, maar viel na 25 minuten geblesseerd uit. Hij werd vervangen door Jannes Wieckhoff.

## Statistieken
| Seizoen | Club            | Competitie | Competitie | Competitie | Beker | Beker | Overig | Overig | Totaal | Totaal |
| Seizoen | Club            | Competitie | Wed.       | Dlp.       | Wed.  | Dlp.  | Dlp.   | Dlp.   | Wed.   | Dlp.   |
| ------- | --------------- | ---------- | ---------- | ---------- | ----- | ----- | ------ | ------ | ------ | ------ |
| 2019/20 | → US Grosseto   | Serie D    | 24         | 0          | 2     | 0     | 0      | 0      | 26     | 0      |
| 2020/21 | US Pontedera    | Serie C    | 33         | 2          | 1     | 0     | 1      | 0      | 35     | 2      |
| 2021/22 | US Pontedera    | Serie C    | 35         | 4          | 1     | 0     | 0      | 0      | 36     | 4      |
| 2022/23 | Pescara         | Serie C    | 31         | 1          | 1     | 0     | 4      | 0      | 36     | 1      |
| 2023/24 | Pescara         | Serie C    | 29         | 3          | 4     | 0     | 2      | 0      | 35     | 3      |
| 2024/25 | Heracles Almelo | Eredivisie | 7          | 0          | 3     | 0     | 0      | 0      | 10     | 0      |
| Totaal  | Totaal          | Totaal     | 161        | 10         | 12    | 0     | 5      | 0      | 178    | 10     |

Bijgewerkt op 19 juni 2025.